# Сальков Володимир Максимович
Володимир Максимович Сальков (нар. 1 квітня 1937, Сталіно, Донецька область, УРСР, СРСР — 9 липня 2020, Москва, Росія) — радянський футболіст, що грав на позиції захисника та півзахисника. Виступав, зокрема, за донецький «Шахтар». По завершенні ігрової кар'єри — радянський та російський тренер.

## Кар'єра гравця
Розпочинав грати в 1950 році в Сталіно (нині — Донецьк) в команді технікуму. Вихованець місцевої ДЮСШ «Шахтар». Перший тренер — Г. В. Бікезін.
У 1958—1959 (по вересень) роках грав за СКВО (Куйбишев). З жовтня 1959 року — у клубі «Крила Рад» (Куйбишев), де провів 6 ігор до закінчення сезону.
1960 року перейшов у «Шахтар» (Донецьк), де провів 10 років (грав по сезон 1969 року включно). Разом з клубом став дворазовим володарем Кубка СРСР — у 1961 і 1962 роках, а 1963 року був фіналістом розіграшу. У 1967 і 1969 роках був капітаном «Шахтаря». Чіпкий, витривалий, жорсткий в єдиноборствах захисник, був потужний у відборі м'яча, грамотно вибирав позицію .
У вищій лізі провів 237 матчів, забив 3 м'ячі.

## Тренерська кар'єра
З 1970 року — на тренерській роботі. Спочатку 1,5 роки працював зі жданівським «Металургом» (по липень 1971 року), потім повернувся до «Шахтаря». З серпня 1971 по липень 1974 року працював начальником команди донеччан, із серпня 1974 року призначений головним тренером. Як тренер «Шахтаря» — срібний призер чемпіонату СРСР 1975, бронзовий призер чемпіонату СРСР 1978. По завершенні сезону 1978 року залишив команду.
У 1979—1980 роки (по липень) — головний тренер клубу «Торпедо» (Москва), з яким великих успіхів не досяг.
З липня 1982 року по серпень 1983 року працював головним тренером олімпійської збірної СРСР, а з вересня 1983 по травень 1984 року — тренером. Команда за Салькова виграла відбірковий турнір до Олімпіади 1984 року в Лос-Анджелесі. Проте, через бойкот Ігор, оголошений керівництвом країни, на Олімпіаду збірна не поїхала.
У червні 1984 року став 2-м тренером збірної СРСР, допомагав Едуарду Малофєєву. У травні 1986 року, напередодні поїздки на чемпіонат світу 1986 року у Мексиці, знятий з посади разом з Малофєєвим.
Із серпня 1986 року — 2-ий тренер олімпійської збірної СРСР. Разом з Бишовцем і Гаджиєвим збірна СРСР здобула золоті олімпійські медалі на Іграх в Сеулі-1988. З 1989 по 1990 роки очолював олімпійську збірну.
1990 року повернувся до першої збірної, де знову став 2-м тренером та працював по червень 1992 року.
На початку сезону 1993 року очолив волгоградський «Ротор», який привів до срібних медалей чемпіонату Росії 1993 року. У травні 1994 року покинув команду.
1995 року працював головним тренером у «Шахтарі». При ньому команда стала володарем Кубка України 1995 року.
У листопаді 1995 року став тренером олімпійської збірної Росії.
У 2000—2001 роках очолював збірну Узбекистану.
У 2003—2007 роках — спортивний директор клубу  ЦСКА (Москва).

## Титули і досягнення

### Як гравця
- Кубок СРСР
  -  Володар (2): 1961, 1962

### Як тренера
- Чемпіонат СРСР
  -  Срібний призер (1): 1975
  -  Бронзовий призер (1): 1978

- Кубок СРСР
  -  Фіналіст (1): 1978

- Вища ліга
  -  Срібний призер (1): 1993

- Кубок України
  -  Володар (1): 1994/95

### Відзнаки
- Майстер спорту СРСР (1961)
- Заслужений тренер УРСР (1975)
- Заслужений тренер СРСР (1988)
- Орден гірничої слави I, II, III ступеня
- Орден «За заслуги перед Батьківщиною» II ступеня
- Орден Олександра Невського
- Орден «За заслуги» III ступеня: 2011[4][5]